# Asghar Kardoust
Asghar Kardoust (en persan : اصغر كاردوست پوستین‌سرایی), né le 21 mars 1986, à Rasht, en Iran, est un joueur iranien de basket-ball. Il évolue au poste de pivot.

## Palmarès
- 3e des Jeux asiatiques de 2010
- Vainqueur de la Coupe FIBA Asie 2012
- Champion d'Asie 2013
- Coupe d'Asie des clubs champions 2007, 2008
- Champion d'Iran 2006, 2007